# Alfred Jahn (Geograph)

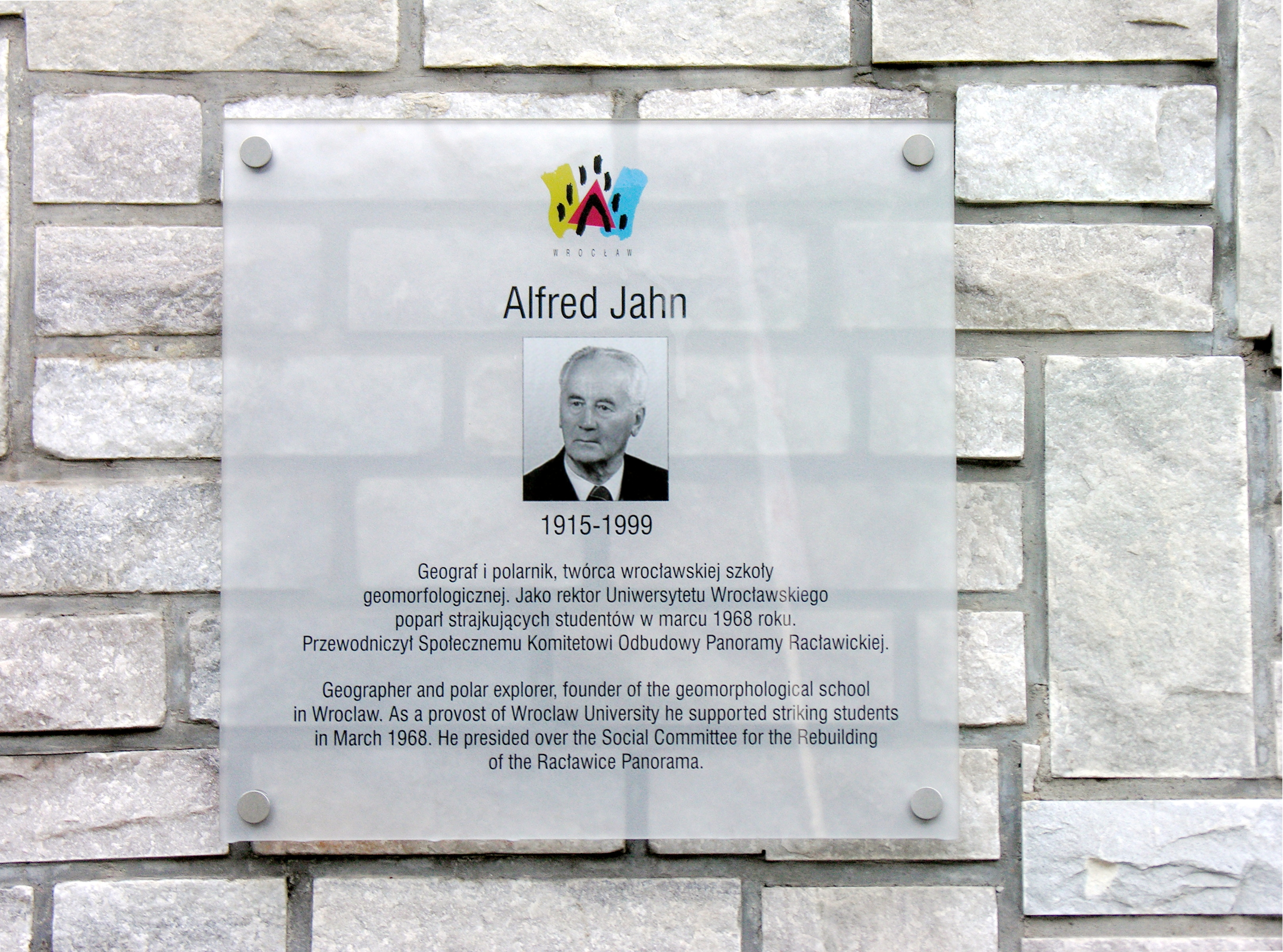
Gedenktafel für Alfred Jahn in Wrocław (Breslau).

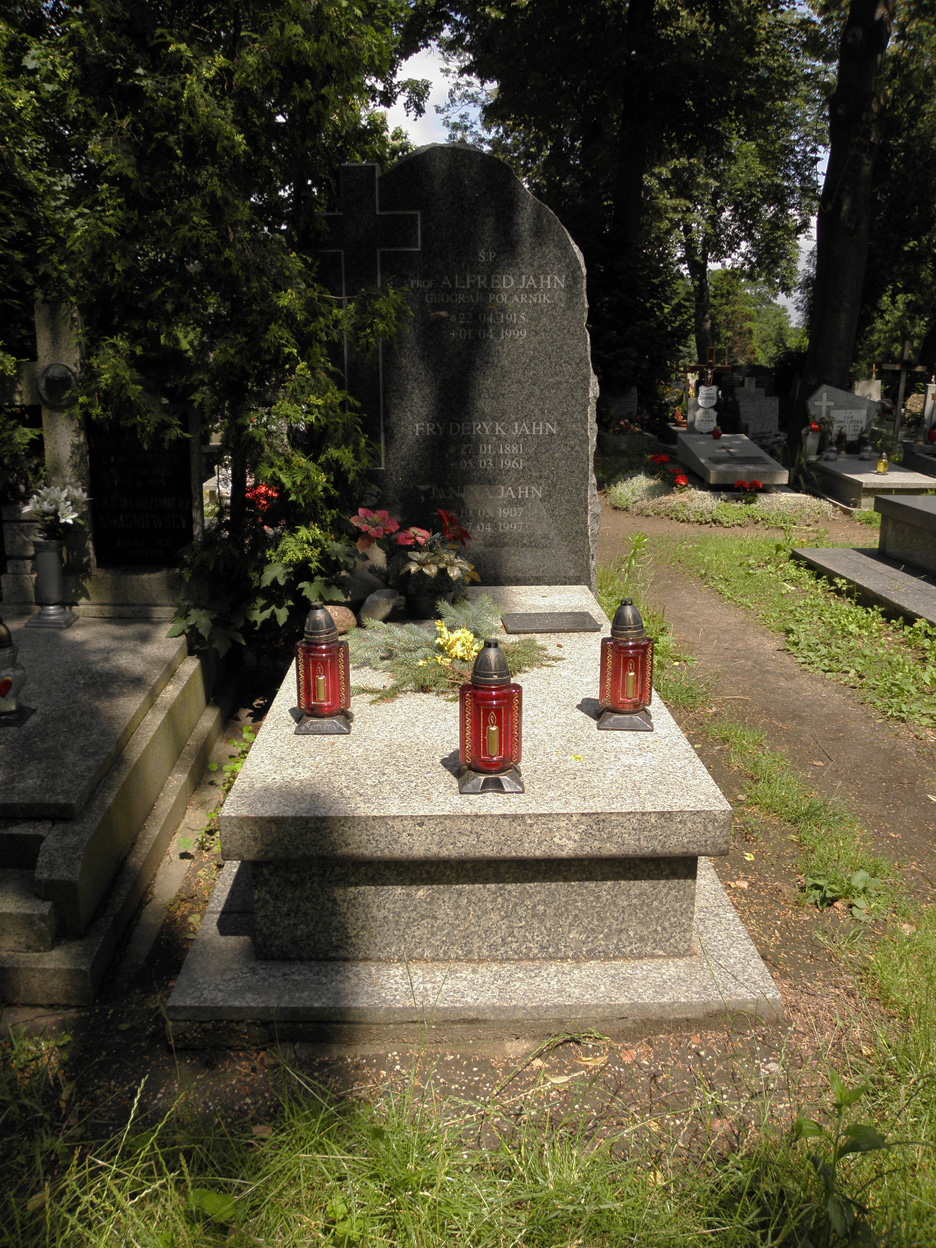
Grab von Alfred Jahn

Alfred Jahn (* 22. April 1915 in Kleparów bei Lemberg (Lwów bzw. L'viv); † 1. April 1999 in Breslau, Wrocław) war ein polnischer Geograph, Geomorphologe, Polarforscher und Rektor der Universität Breslau.

## Biografie

### Beginn der wissenschaftlichen Karriere
Alfred Jahn bekam 1937 das Diplom an der Universität Lemberg verliehen. Im selben Jahr nahm er der ersten polnischen Expedition nach West-Grönland teil, die von Aleksander Kosiba organisiert wurde und ihm genügend Material für seine Doktorarbeit „Erforschung der Struktur und Temperatur der Böden West-Grönlands“ („Badania nad strukturą i temperaturą gleb w Zachodniej Grenlandii“) lieferte, die er 1939 abschloss.

### Zweiter Weltkrieg
Jahn überlebte die Deutsche Besetzung Polens 1939–1945, indem er als Mitarbeiter von Rudolf Weigl am Institut für Fleckfieber- und Virusforschung in Lemberg arbeitete und Weigl bei dessen Arbeit an Typhusimpfstoffen unterstützte, indem er infizierte Läuse mit seinem Blut „fütterte“ (als „Läusefütterer“, polnisch: „Karmiciel wszy“). Die Arbeit an den Impfstoffen wurde von den deutschen Besatzern als „kriegswichtig“ eingestuft.

### Fortsetzung der Forschungsarbeiten nach 1945
Nach dem Zweiten Weltkrieg arbeitet er zunächst an der Maria-Curie-Skłodowska-Universität in Lublin und dann in der wiedereröffneten Universität Breslau mit einer großen Anzahl ehemaliger Fakultätsmitarbeiter der Nationalen Iwan-Franko-Universität Lemberg. In den 1950er Jahren setzte er seine Polarforschung fort und nahm an Expeditionen nach Spitzbergen und der Polnischen Polarstation am Hornsund teil.
Darüber hinaus leitete er auch Forschungsarbeiten in Sibirien, Alaska und Gebieten Skandinaviens, was ihn zu einem der weltweit führenden Polarforscher machte. 1962 wurde er zum Präsidenten bzw. Rektor der Universität Breslau ernannt.

### Konflikte mit dem kommunistischen Regime
1968 entschied Alfred Jahn, sich als Rektor der Universität Breslau hinter die Studentenproteste gegen die kommunistische Zensur zu stellen. Daraufhin verlor er seine Anstellung. Ähnlich erging es ihm, als er sich 1982 während des Kriegsrechts in Polen (1981–1983) gegen die Politik der Regierung Jaruzelski aussprach. Daraufhin wurde er von der Obrigkeit dem Vorsitz des Ausschusses für Polarforschung der Polnischen Akademie der Wissenschaften enthoben.
1972 gründete er den „Polar-Club der Geografischen Gesellschaft Polens“ („Polskie Towarzystwo Geograficzne“) und war dessen erster Präsident bis 1982.

### 1990er Jahre
1991 veröffentlichte Jahn seine Memoiren: „Z Kleparowa w świat szeroki“ („Von Kleparow in die große weite Welt“). Er emeritierte in den 1990er Jahren, blieb aber bis zu seinem Tod am 1. April 1999 wissenschaftlich aktiv.
Alfred Jahn war Mitglied der Polnischen Akademie der Wissenschaften, der Norwegischen Akademie der Wissenschaften und der Deutschen Akademie der Naturforscher Leopoldina (1977), sowie Ehrendoktor der Universität Breslau (1985), der Maria-Curie-Skłodowska-Universität Lublin (1986) und der Adam-Mickiewicz-Universität Posen (1990). 1994 erhielt er die Albrecht-Penck-Medaille.